# Excoecaria magenjensis
Excoecaria magenjensis är en törelväxtart som beskrevs av Sim. Excoecaria magenjensis ingår i släktet Excoecaria och familjen törelväxter.
Artens utbredningsområde är Moçambique. Inga underarter finns listade i Catalogue of Life.